# انجی تسانگ
اَنجی تسانگ (انگلیسی: Angie Tsang؛ زادهٔ ۱ ژانویهٔ ۱۹۸۰) بازیگر خردسال، هنرپیشه و قهرمان ووشو اهل هنگ کنگ است. وی برندهٔ مدال طلای مسابقات قهرمانی ووشو جهان ۲۰۰۵ است.
او از سال ۲۰۰۳ میلادی عضو نیروهای پلیس هنگ کنگ است.
از فیلم‌ها یا مجموعه‌های تلویزیونی که وی در آن‌ها نقش داشته است، می‌توان به میمون آهنی اشاره نمود.